# 民秋史也
民秋 史也（たみあき ふみや、1938年6月10日 - 2010年8月17日）は、京都府出身の実業家。元・株式会社モルテン代表取締役社長。クリスチャン。

## 来歴
同志社高校、東京大学文学部および教育学部を卒業後、東洋工業（現マツダ）に入社。1970年にアメリカ子会社マツダ・モータース・オブ・アメリカに出向。その間、南カリフォルニア大学大学院で経営学を専攻した。
帰国後の1976年、義父の弟でありモルテンゴム工業（現モルテン）創業者の増田秀雄が体調不良により退いたため、同年より同社代表取締役社長に就任した。1979年、アディダスと技術提携したことにより、モルテンを世界的メーカーに育て上げた。
モルテン社長職ともに様々な役職を歴任、広島経済大学および広島修道大学の特別客員教授や、1986年から1994年まで広島県教育委員会委員、1990年3月から1997年11月まで広島商工会議所副会頭、広島キリスト教青年会(YMCA)理事長などを務めた。
また、スポーツ業界にも貢献し、2004年6月から社団法人日本スポーツ用品工業会副会長を務めた。
バスケットボール界においては、2003年日本バスケットボール協会(JABBA、2007年にJBAに改称)副会長に就任。当時、日本バスケットのトップリーグのプロ化が10年以上に渡って進展しなかったことを受け、プロ化推進派が協会を脱退してbjリーグ設立に動いていた。これに対して協会も2004年にプロ化実行検討委員会を設置し、その委員長に民秋が就任した。翌2005年3月にプロ化検討答申の記者会見を行い、JBLスーパーリーグの2007年を目途としたプロ化を宣言したものの、この時は概要の発表に留まり、結局のちに頓挫した。この際「自慢してもいいですか。」という自画自賛ともとれる発言をしたことで物議をかもした。2007年に発足した日本バスケットボールリーグ（JBL）の初代理事長に就任。2009年を以て定年制によりJBA副会長およびJBL理事長を退任、その後は両方の顧問に就任していた。
またサッカー界でも貢献、2002 FIFAワールドカップ日本組織委員会実行委員、2018/2022年FIFAワールドカップ日本招致構想日本招致委員会委員、広島県サッカー協会顧問などを務めた。
旭日小綬章、藍綬褒章、FIBA Order of Merit （バスケット推進功労賞）受賞。2010年8月広島市内の病院で死去。長男の清史が後任社長を務める。